# Tetragnatha bicolor
Tetragnatha bicolor är en spindelart som beskrevs av White 1841. Tetragnatha bicolor ingår i släktet sträckkäkspindlar, och familjen käkspindlar.
Artens utbredningsområde är Tasmanien. Inga underarter finns listade i Catalogue of Life.